# Kdoulovec
Kdoulovec (Chaenomeles) je rod rostlin, listnatých opadavých dřevin z čeledi růžovité. Některé druhy jsou pěstovány jako okrasné rostliny ozdobné květem. Keře rodu jsou otrněné, poměrně nepravidelného habitu, značně variabilní.

## Taxonomie
Rod kdoulovec, v latině znám pod názvem Chaenomeles, býval botaniky považován jednu dobu za součást jabloní, hrušní či později kdoulí, díky podobnosti plodů s vyjmenovanými rody. Proto se ve své době dovezený druh z Japonska jmenoval postupně Pyrus japonica (1803), Malus japonica (1807) či Cydonia japonica (1817). Chaenomeles je název pocházející odvozením vlastností jejich plodů – malvice má rozštěpený jádřinec (řec. mélon = jablko a chainó = zívám, rozevírám se). V mnohé starší literatuře je uváděn původní název Choenomeles, který byl až posléze nahrazen výrazem Chaenomeles. Patří do čeledě Rosaceae. Někteří autoři však rod řadí pod čeleď Malaceae.
Současná taxonomie uznává 4 nebo 5 druhů rodu Chaenomeles. Náleží mezi ně druhy Ch. japonica, Ch. speciosa, Ch. cathayensis, Ch. thibetica a Ch. sinensis. Druh Ch. sinensis je řazen některými taxonomy do samostatného rodu Pseudocydonia jako Pseudocydonia sinensis.

## Popis
Rod kdoulovec zastupuje opadavé trnité rozkladité vytrvalé keře s podlouhle vejčitými, na okrajích pilovitými nebo vroubkovanými, na povrchu lesklými listy, jež jsou na větvi uspořádané střídavě. Má velké palisty. Květy má oboupohlavné i prašníkové, ve svazečcích nebo jednotlivé. Vyrůstají na postranních větvičkách vyrůstajících ze starého dřeva, a podobají se květům jabloní. Kvetou před olistěním nebo současně s rašením listů. Květ má opadavý kalich, červenou korunu, počet tyčinek se pohybuje mezi 20 a 60. Semeník je spodní, má 5 různě dlouhých při bázi srostlých čnělek. Vajíčka jsou početná a Oplodí je blanité. Existují čtyři druhy ve východní Asii.
Všechny druhy, kultivary a variety jsou dřeviny slunných a teplých stanovišť. Vyžadují propustné střední půdy a dobře snášejí sucho. Kdoulovce kvetou v období mezi březnem a dubnem, přičemž hlavní doba květu je v dubnu. Kdoulovec kvete bílými, růžovými, oranžovými, červenými či tmavě červenými květy. Na podzim plodí tvrdé žluté malvice podobné jablku či kdoulím, které jsou po povaření jedlé. Plody zároveň silně voní.

## Použití
Chaenomeles japonica je díky svému vyššímu vzrůstu (80–100 cm) vhodná pro souvislé pokrytí větších ploch, nicméně netvoří zapojený porost tak jako tráva, kterou je možné nahradit varietou Chaenomeles japonica var. alpina jež dosahuje nízkého vzrůstu (10–20 cm) a snadno zapojuje. Chaenomeles japonica a jeho kultivary lze také použít pro výsadbu nízkých živých plůtků, obrub či trnitých neproniknutelných plotů do výšky 40–100 cm. Chaenomeles speciosa a kultivary a Chaenomeles x superba a kultivary se používají taktéž pro živé či trnité a neproniknutelné ploty, nicméně s výškou mezi jedním a dvěma metry. Chaenomeles japonica var. alpina, Chaenomeles japonica 'Sargentii' a zahradní kultivary Chosan a Naranja je možné vysazovat do skalek. Chaenomeles speciosa 'Simonii' je však do skalek díky svému vysokému vzrůstu, až 100 cm, vhodná pouze jako solitér.
Pro stanovištní odolnost jsou kdoulovce často vysazovány na veřejná prostranství, do značně znečištěných oblastí. Na větvích tvoří kolce jež brání okusu zvěře či procházení skrz křoví lidem. Některé druhy lze použít jako okrasné rostliny, náleží k velmi žádaným kvetoucím keřům.

## Význam
Během květu jsou všechny kdoulovce významné pro včelařství a zároveň všechny druhy a kultivary jsou vhodné pro hnízdění ptáků.
Plody se konzumují v podobě likéru, kompotů, zavřenin, sirupů, čajů, želé, džemů a marmelád.

## Druhy
- kdoulovec lahvicovitý (Chaenomeles speciosa, syn. Chaenomeles lagenaria, Cydonia japonica), česky též kdoulovec ozdobný (japonská kdoule) dorůstá výšky přes dva metry a roste rozložitě. V mládí i ve stáří má lysé větve jež jsou přibližně vzpřímené, listy má vejčitě podlouhlé a špičaté s jemně pilovitými okraji. Po obou stranách jsou lysé a dlouhé 3–6 cm. Kvete 3–5 cm velkými červenými, případně jeho kultivary růžovými nebo bílými květy (výjimečně). Květy jsou shlukovány do svazečků, ale mohou růst i odděleně. V průměru dosahují 3–4 cm. Je bohatě větvený, kolcovitě ostnitý. Malvice je přibližně kulovitá, žlutozelená až načervenalá, má 4–6 cm v průměru a je vonná. Je často pěstován pro okrasu v rozmanitých kultivarech v parcích – 'Apple Blossom', 'Atroccocinea Plena', 'Atrosanguinea', 'Brilliant', 'Contorta', 'Marmorata', 'Snow' aj. Původní je v Japonsku a k nám introdukován v r. 1927.

- kdoulovec japonský (Chaenomeles japonica , syn. Cydonia maulei) – dorůstá pouze jednoho metru, ale je také rozložitý. V mládí má plstnaté větve, později olysávající, které ale zůstávají drsné. Listy má široce vejčité a tupé, na okraji hrubě pilovité a po obou stranách lysé, 3–5 cm dlouhé. Kvete oranžově–červenými květy jež jsou menší než u předchozího druhu (v průměru asi tři centimetry). Květy jsou ve svazečcích po dvou až čtyřech. Kvetení probíhá až po olistění. Má hrubě vroubkované široce vejčité listy, větvičky jsou drsné. Malvice je přibližně kulovitá, žlutozelená, čtyři až pět centimetrů široká a vonná. Často bývá pěstován pro okrasu v zahradách a parcích, v kultivarech 'Dwarf Poppy Red', 'Orange Beauty', 'Sargentii'. Méně často se pěstuje 'Tricolor'. Původní v Japonsku a na území dnešní ČR introdukován v r. 1865.

- kdoulovec nádherný (Chaenomeles x superba) – kdoulovec nádherný je kříženec Chaenomeles speciosa a Chaenomeles japonica. Proto nese znaky obou druhů (znaky jsou přechodové). Při plném vzrůstu dosahuje 1,5 m. Kvete velkými jednoduchými květy které podle kultivarů mohou mít červenou, růžovou, oranžovou nebo bílou barvu. Kultivar 'Fascination' se vyznačuje rozkladitými větvemi. Keř dosahuje výšky jednoho metru. Kvete růžovo–červenými květy, které shlukuje do malých květenství pouze na květonosných větévkách. Kultivar 'Jet Trail' na rozdíl od něj kvete po celé délce letorostu. Kdoulovec nádherný se celkově pěstuje ze všech nejméně.